# Réutilisation ou recyclage des eaux usées
Pour un article plus général, voir Eaux usées.

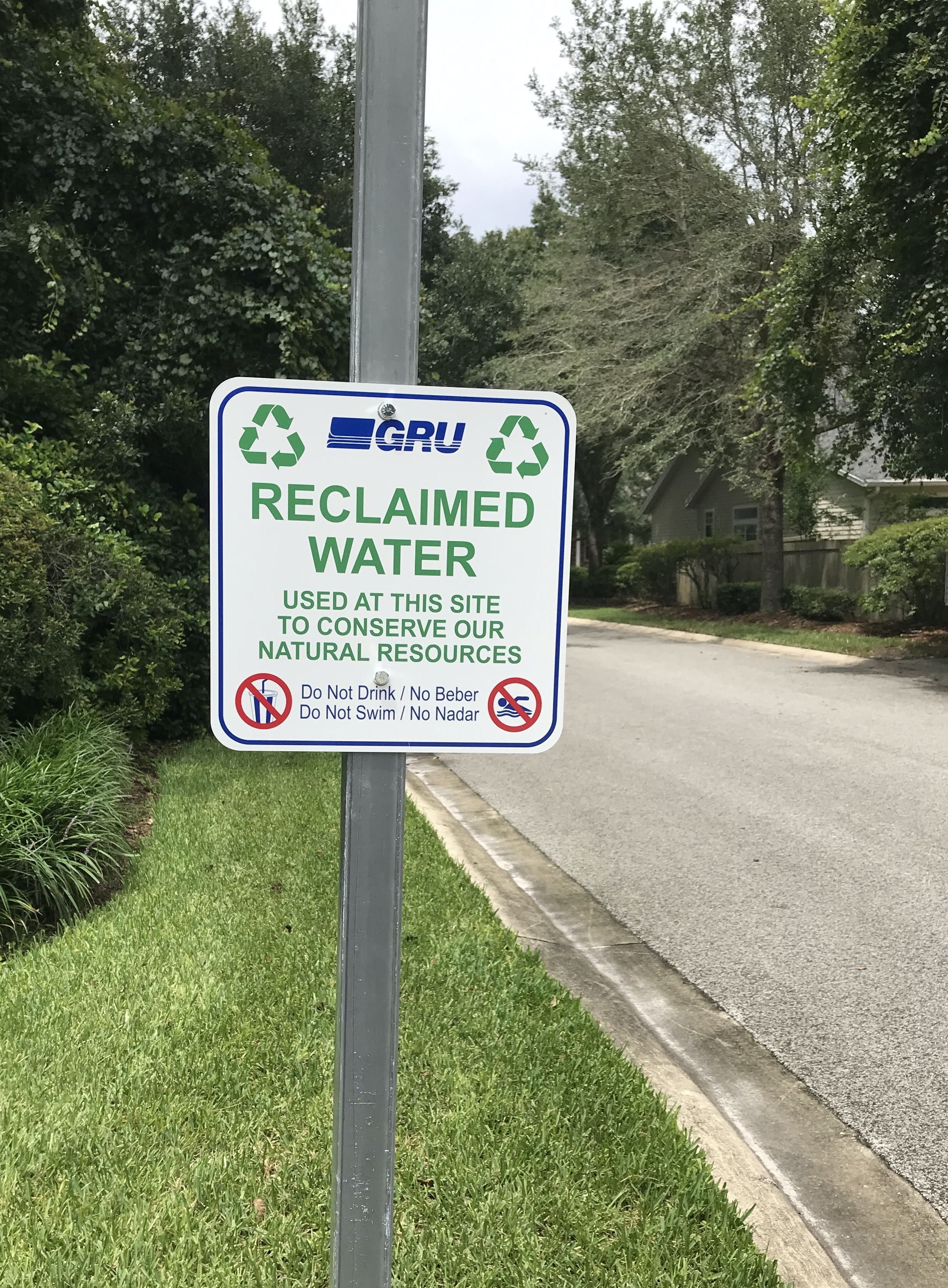
Panneau indiquant.

La réutilisation des eaux usées, ou recyclage, consiste à récupérer les eaux usées après plusieurs traitements destinés à en éliminer les impuretés, afin de stocker et d'employer cette eau à nouveau. Le recyclage remplit donc un double objectif d'économie de la ressource : il permet à la fois d'économiser les ressources en amont en les réutilisant, et de diminuer le volume des rejets pollués, mais doit aussi bien intégrer la gestion du risque microbien et de pollution. L'intérêt de ce recyclage (par rapport aux démarches de sobriété et d'optimisation des usages), reste cependant limité dans les régions où il n'y a jamais de tension quantitative sur la ressource en eau dans le secteur concerné.
En France, où cette filière de recyclage est aussi dénommée REUT (acronyme de Réutilisation des Eaux Usées Traitées ; en anglais : ReUse, un plan Eau vise 10 % de réutilisation des eaux usées traitées à horizon 2030)

## Procédés
Les méthodes utilisées pour le recyclage ont d'abord recours aux traitements classiques. Des traitements complémentaires sont ensuite mis en place, en fonction de la qualité de l'eau que l'on souhaite obtenir :
- traitement par décantation ;
- un traitement biologique par filtration tout d'abord ;
- un traitement par microfiltration et ultrafiltration associé à des méthodes de désinfection par UV pour l'irrigation ou la recharge des nappes ;
- un traitement par osmose inverse ou nanofiltration associé à des méthodes de désinfection par UV pour obtenir des eaux de qualité supérieure : eau potable, industrie de haute technologie.

## Applications
La réutilisation de l'eau est essentiellement utilisée pour l'irrigation (70 %), mais aussi essentiellement par des utilisations qui ne nécessitent pas de l'eau potable (usages industriels à environ 20 % et usages domestiques pour environ 10 %).
Le recyclage de l'eau est d'abord pratiqué pour les eaux résiduaires internes des industries : certaines industries recyclent leur eau, qui fonctionne ainsi en circuit fermé. Les entreprises peuvent ainsi viser à réduire leur consommation de 40 % à 90 %.
Mais le procédé est aussi utilisé pour les eaux usées municipales secondaires : l'eau récupérée après traitement en station d'épuration reçoit un traitement supplémentaire afin d'être utilisée, essentiellement pour des usages qui ne nécessitent pas une eau potable : irrigation, réalimentation des nappes phréatiques, utilisations industrielles, etc.

### L'eau usée comme source de calories
Si les eaux usées peuvent être recyclées et réutilisées pour l'irrigation notamment, et qu'elles tendent également à devenir potables ; des innovations voient le jour en matière de recyclage de leurs calories, les eaux usées des logements pouvant devenir « l'or noir des énergies vertes ». En effet, les eaux usées des cuisine et salle de bain sont récupérées dans le but de chauffer l'eau. Ce système est également utilisé par les collectivités locales, pour les réseaux municipaux et se développe dans les hôtels.
Innovante, une solution a permis la production par méthanisation de gaz naturel liquéfié (GNL), utilisable comme carburant pour les véhicules.

### Réglementation
« La réglementation sur les eaux usées peut généralement être améliorée pour être mieux calibrée, plus cohérente, moins complexe et davantage inscrite dans la durée ».
La législation européenne vise à encourager le recyclage, mais a d'abord été plutôt floue : « les eaux usées traitées sont réutilisées lorsque cela se révèle approprié » (Article 12 de la directive ERU 91/271/CEE). En 2000, la directive cadre 2000/60/CE propose un cadre pour la « gestion durable » des ressources et pose que le recyclage contribue à cette gestion durable.
En 2007, l'OMS a émis des recommandations pour favoriser les pratiques de recyclage.

### En France
En France, l'utilisation des eaux usées épurées pour l'irrigation est mentionnée par :
- l'article R211-23 du code de l'environnement[11] : « Les eaux usées peuvent, après épuration, être utilisées à des fins agronomiques ou agricoles, par arrosage ou par irrigation, sous réserve que leurs caractéristiques et leurs modalités d'emploi soient compatibles avec les exigences de protection de la santé publique et de l'environnement » ;
- l'arrêté du 22 juin 2007[12] (article 10) : « Dans le cas où le rejet des effluents traités dans les eaux superficielles n'est pas possible, les effluents traités peuvent être soit éliminés par infiltration dans le sol, si le sol est apte à ce mode d'élimination, soit réutilisés pour l'arrosage des espaces verts ou l'irrigation des cultures, conformément aux dispositions définies par arrêté du ministre chargé de la santé et du ministre chargé de l'environnement ».
- l'arrêté du 2 août 2010 relatif à l'utilisation d'eaux issues du traitement d'épuration des eaux résiduaires urbaines pour l'irrigation de cultures ou d'espaces verts[13].

Et les avis suivants :
- recommandations du Conseil supérieur d'hygiène publique de France (CSHPF) émises en 1991 pour une utilisation après épuration pour l'irrigation des cultures et des espaces verts[14] ;
- avis afssa 2008 : réutilisation des eaux usées traitées pour l'arrosage ou l'irrigation, Agence française de sécurité sanitaire des aliments, novembre 2008[15] (avis relatif à un projet d'arrêté fixant les prescriptions techniques, les modalités de mise en œuvre et de surveillance applicables à l'utilisation d'eaux issues du traitement d'épuration des eaux résiduaires des collectivités territoriales pour l'arrosage ou l'irrigation de cultures ou d'espaces verts).
- avis afssa 2010[16] (risques sur les effluents issus des établissements de transformation de sous-produits animaux. L'Anses a publié en 2012 un rapport évaluant les risques liés à l'exposition par voies respiratoire aux eaux usées traitées et donnant des préconisations[17].

Le plan Eau du pays, annoncé par le E. Macron en 2023 visait à soutenir 1 000 projets de réutilisation des « eaux non conventionnelles (ENC) » en 2027, pour un objectif d'au moins 10 % de réutilisation des eaux usées traitées (REUT) à horizon 2030. En 2017, la France ne réutilisait que 0.2 % des eaux usées, loin de la moyenne européenne (2 %) et de l'Espagne (environ 10 %). On compte ainsi quelques installations à Narbonne, Clermont-Ferrand, Sainte-Maxime, Le Mont-Saint-Michel, Pornic, La Grande-Motte, etc.
Dans le passé, l'épandage d'eaux usées insuffisemment ou non-épurées a été la cause de pollutions graves et durables, par exemple en France dans la plaine de Bessancourt-Herblay-Pierrelaye utilisée comme champ d'épandage d'eaux usées De nombreux retours d'expériences conduites avec prudence sont très positifs (montrant notamment l'intérêt d'approches locales, concertées ; et « multibarrières » pour ce qui concerne la gestion du risque écoépidémiologique). Mais, néanmoins, des experts alertent sur un éventuel risque de maladaptation en cas de projets inadéquats (projets visant à accroitre la quantité globale d'eau consommée à la faveur de l'« effet rebond », la REUT étant présentée comme une nouvelle ressource, alors que cette eau remobilisée est localement ou plus ou moins temporairement susceptible de manquer de milieux naturels déjà en déficit. Comme pour l'énergie et les sols, la protection de la ressource, la sobriété, l'optimisation des usages et le partage de la ressource restent des priorités, et « surtout, il ne faut pas oublier de prendre en compte de l'état des milieux aquatiques. Par exemple, en considérant le rôle environnemental des eaux usées traitées dans le maintien des débits d'étiage pendant les périodes de sécheresse », mais aussi leur potentiel de pollution des sols et des écosystèmes quand elles sont imparfaitement épurées (cf. nitrates, phosphates et potassium qui peuvent être valorisés comme nutriments agricole ou sylvicoles, mais aussi composés indésirables tels que microbes pathogènes, résidus de pesticides et métaux/métalloïdes, nanoplastiques, perturbateurs endocriniens...).

## Exemples d'utilisations
L'utilisation du recyclage est de plus en plus étendue. 70 % des eaux d'égout sont recyclées, après traitement partiel : ces eaux permettent d'irriguer environ 20 000 hectares de terres, ce qui revient à plus de 16 % de l'ensemble des besoins en eau. De nombreuses villes du monde ont recours au recyclage :
- Singapour
- Sydney[28], Goulburn, Caboolture et Maroochy (Australie)
- Tucson, Clark County, Clearwater, Miami (bâtiment autonome), St. Petersburg, Castello di Amorosa (Vallée de Napa) (traitement et réutilisation des effluents viticoles), San Diego, Contra Costa County, Austin, Phoenix, Los Angeles (États-Unis)
- Berlin (Allemagne)
- Barcelone (Espagne) avec la plus grosse unité de recyclage d'eaux usées en Europe
- Oujda (Maroc)

## Perspectives d'évolution
La demande de recyclage des eaux usées est en forte expansion dans le monde, avec des différences marquées de besoin, et de risques associés, selon les pays et régions.
Les grands acteurs du recyclage de l'eau estiment que le volume d'eau recyclée allait doubler entre 2005 et 2015 (passant de 19,4 Mm3/jour recyclées en 2005 à environ 55 Mm3/jour en 2015), fortement (de 40 à 60 % de croissance) dans les zones en fort stress hydrique (Espagne, Australie, Italie) ou d'urbanisation intensive (Chine), importante dans les pays industrialisés (environ 25 %).
En France, depuis 2015, le nombre de projets augmente, du fait de l'assouplissement du cadre réglementaire et du lancement d'un ambitieux appel à projets de l'Agence de l'eau Rhône-Méditerranée-Corse (avec en 2016, le financement d'une quarantaine de dossiers). En parallèle, la Recherche sur le sujet s'intensifie, permettant d'optimiser la réutilisation et de réorienter la réglementation. Ainsi, dans le cadre de divers projets menés en France et au Maghreb, l'INRAE étudie les risques environnementaux et sanitaires induits par la réutilisation des eaux usées, et les phénomènes de « bouchons » se créant dans le matériel d'irrigation (sédimentation, développement de biofilms, dépôts par précipitation des sels minéraux). Une plateforme expérimentale sur les impacts de la réutilisation des eaux usées traitées (REUT) existe depuis 2017 à Murviel-lès-Montpellier (Hérault), qui pourrait devenir un pole agronomique expérimental de la REUT en France et en Europe.
L'acceptabilité sociale des consommateurs, agriculteurs et élus vis-à-vis de la réutilisation des eaux usées traitées est aussi un sujet d'étude,.